# 아귀 (신화)

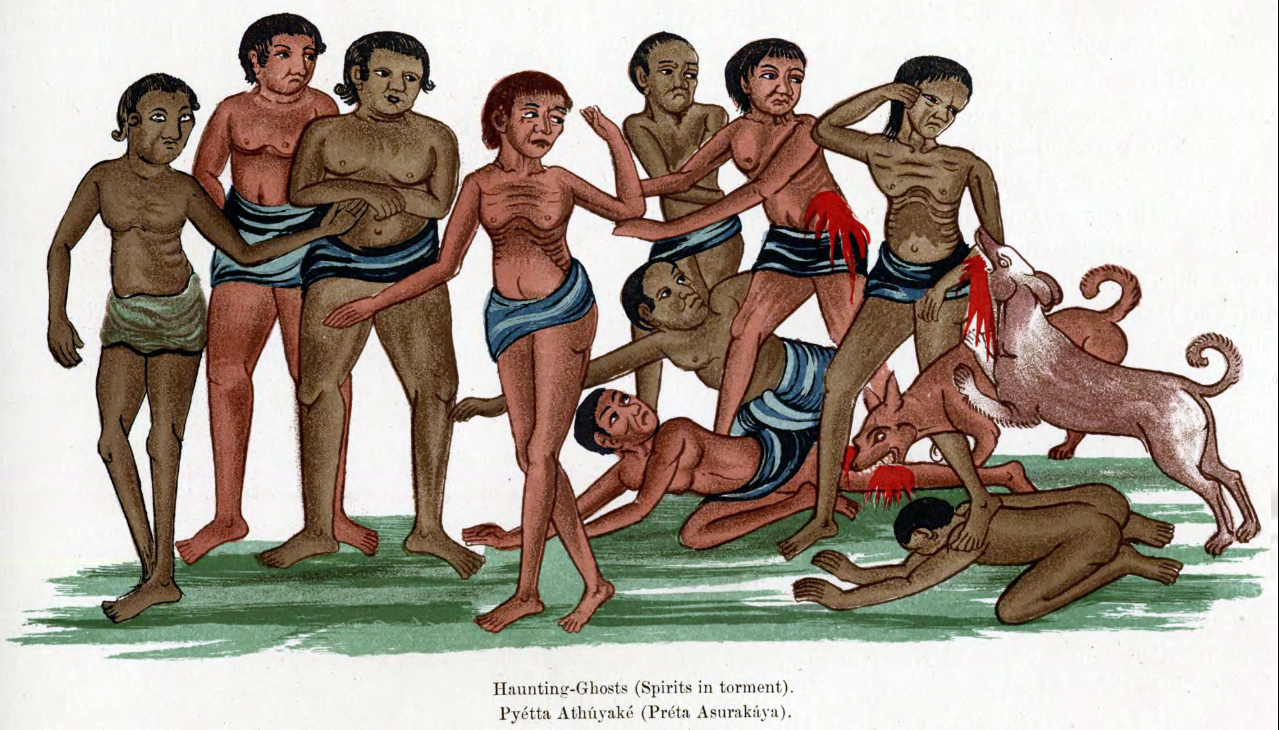
아귀를 개로 묘사한 버마의 삽화

아귀(餓鬼, 산스크리트어: प्रेत 프레타)는 힌두교, 불교, 도교, 중국 민간 종교에서 인간보다 더 큰 고통, 특히 극심한 배고픔과 갈증을 겪는 것으로 묘사되는 일종의 초자연적 존재이다. 이들은 인도계 종교에 기원을 두고 있으며, 불교의 전파를 통해 동아시아 종교에서도 채택되었다. 아귀 개념의 발전은 한 번 죽으면 그것이 사람의 영혼과 유령이라고 생각하는 것에서 시작되었지만, 나중에 그 사람의 운명에 따라 죽음과 카르마식 윤회를 얻는 것 사이의 과도적인 상태로 발전했다. 카르마식 윤회의 순환계로 넘어가기 위해서는 고인의 가족이 고통 받는 영혼을 다음 생으로 인도하기 위한 다양한 의식과 제물에 참여해야 한다. 만약 가족이 1년 동안 지속되는 이러한 장례 의식에 참여하지 않는다면, 영혼은 남은 영원의 아귀로서 고통을 받을 수 있다.
아귀는 전생에 거짓, 타락, 강박, 기만, 질투 또는 탐욕을 일삼은 사람들로 알려져 있다. 그들은 업보의 결과로 특정 물질이나 대상에 대한 만족할 수 없는 배고픔에 시달린다. 비록 최근의 이야기에서는 아무리 기괴한 것이라도 될 수 있지만, 이것은 전통적으로 시체나 대변과 같이 혐오스럽거나 굴욕적인 것이다. 아귀는 혐오스러운 물건에 대해 만족할 수 없는 배고픔을 가지고 있을 뿐만 아니라, 불안한 환영을 가지고 있다고 한다. 인간과 아귀는 같은 물리적 공간을 차지하고 있으며, 인간이 강을 바라보는 동안, 같은 강이 혐오스러운 물질로 흐르는 것을 보는 동안, 맑은 물을 보게 될 것이며, 그러한 환영의 일반적인 예로는 고름과 오물이 있다.
대부분의 아시아에서 힌두교와 불교의 믿음과 영향을 통해 인도, 방글라데시, 스리랑카, 중국, 일본, 한국, 베트남, 티베트, 태국, 캄보디아의 문화권에서 아귀의 가식적인 모습이 두드러지게 나타난다.

## 같이 보기
- 불교의 우주론
- 백중날
- 구울
- 강시
- 마네스
- 마우두갈야야나
- 피트르
- 웬디고